# Faculdade SENAI Rio
A Faculdade SENAI Rio (FSR) é uma instituição de ensino de nível superior reconhecida pelo MEC. Ela é multi campi, com aulas teóricas ministradas no Campus Tijuca e aulas práticas de graduação tecnológica realizadas nos laboratórios e nas oficinas dos Institutos SENAI de Tecnologia (IST), no Maracanã e em Benfica. Um de seus principais objetivos é suprir a demanda do mercado por tecnólogos, formando profissionais capazes de analisar processos produtivos e propor aprimoramentos.

## História
O SENAI forma profissionais para a indústria há mais de 70 anos, sendo que o SENAI Rio deu seu primeiro passo na educação superior em 2004, com o credenciamento pelo MEC do Instituto SENAI de Educação Superior (ISES) para a oferta de cursos de pós-graduação lato sensu. Mas foi cerca de dez anos depois que surgiu a faculdade, após uma pesquisa realizada pelo Sistema FIRJAN, que identificou uma necessidade: 94,7% das indústrias do estado do Rio queriam a existência do ensino tecnológico para formar profissionais capacitados para atuar nos diversos setores industriais, especialmente na área de Petróleo e Gás. Foi assim que, em novembro de 2013, a faculdade foi credenciada pelo MEC, iniciando suas atividades em fevereiro de 2014. Em maio do mesmo ano o nome original da instituição (Faculdade SENAI de Tecnologia - FASTEC) foi trocado para o atual Faculdade SENAI Rio. Inicialmente foram oferecidos cursos de graduação tecnológica em Automação Industrial e em Processos Metalúrgicos.

## Estrutura
A faculdade está localizada no bairro carioca da Tijuca, numa área de 2400 m2, mas também conta com instalações em Benfica (17000 m2) e no Maracanã. Grande parte de seu corpo docente é composta por mestres, doutores e profissionais do mercado, que ministram aulas práticas em laboratórios que simulam o ambiente industrial. 

### Bibliotecas
O Sistema de Bibliotecas da Faculdade SENAI Rio serve ao estudo independente e à autoaprendizagem dos usuários, oferecendo suporte ao desenvolvimento do ensino (pesquisa e extensão). As bibliotecas que compõem o Sistema FIRJAN funcionam simultaneamente de forma local e on-line e suas estruturas físicas incluem área para o acervo, catálogo informatizado de publicações para consultas on-line, balcão de atendimento, terminais com acesso a internet e pesquisa ao acervo, rede wireless com banda larga e gratuita.

### Laboratórios
A Faculdade SENAI Rio conta com uma rede de laboratórios composta pelos Institutos SENAI de Tecnologia (IST). Esses Laboratórios estão divididos em dois campi da FSR. No campus Benfica localizam-se os laboratórios do IST automação e simulação, que atendem às práticas dos segmentos nas áreas de Automação, Eletrônica, Mecânica, Eletricidade, Petróleo e Gás. O segundo campus laboratorial da FSR está localizado no maracanã e se chama IST Solda. Ele concentra as aulas práticas das áreas de Metalurgia, Meio-ambiente, Petróleo e Segurança do Trabalho. A faculdade ainda conta com laboratórios de informática com acesso a sistemas e simuladores que atendem aos diferentes cursos lecionados na FSR.

## Ensino

### Graduação tecnológica
O ingresso na Faculdade SENAI Rio ocorre por meio de processo seletivo realizado semestralmente. Qualquer pessoa que tenha concluído o ensino médio pode candidatar-se a uma das vagas oferecidas. O ingresso também é possível por meio da transferência externa e por reingresso, além de poder usufruir de bolsas, benefícios e descontos de acordo com os critérios estabelecidos. A instituição utiliza, também, o Exame Nacional do Ensino Médio (ENEM) para a seleção de candidatos, que precisa ter média de 500 pontos para ingressar via ENEM. Há dois cursos de graduação tecnológica, com duração de três anos, cada. Eles surgiram de uma demanda do próprio setor industrial, que sente a falta de profissionais melhor qualificados em duas áreas:
- Automação industrial --> Capacita o aluno para trabalhar na modernização das técnicas de produção do setor industrial (planejamento, instalação e supervisão de sistemas de integração e automação);[13]
- Processos metalúrgicos --> Englobam planejamento, operacionalização e supervisão de processos metalúrgicos, além de inspeção de produtos, equipamentos e materiais. Esse tecnólogo está habilitado a usar conhecimentos de química nos processos de siderurgia, fundição e moldagem de ligas metálicas.[14]

### Extensão
A forma de ingresso nos cursos de extensão se dá por pré-inscrição, que leva a instituição a informar aos interessados sempre que uma turma buscada é aberta. A carga horária varia de 20 a 60 horas e os cursos podem ser frequentados tanto por quem já concluiu a graduação quanto por quem ainda está cursando o ensino superior. As aulas complementam a formação profissional nas seguintes áreas:
Automação
- Estratégias de controle e sintonia de PID

Petróleo e gás
- Instrumentação industrial aplicada à indústria do petróleo
- Controle clássico e controle digital
- Metodologia do processo de comissionamento de instalações
- Planejamento e engenharia de comissionamento

### Pós-graduação
A forma de ingresso nos cursos de Pós-Graduação Lato Sensu se dá por Análise Curricular e Entrevista. No entanto, o candidato pode fazer sua pré-inscrição no site, demonstrando o seu interesse, para que a instituição informe sempre que uma turma buscada é aberta. São eles:
Metalurgia
- Especialização em engenharia de soldagem
- Especialização de inspeção de equipamentos e materiais

Petróleo
- Especialização em automação industrial dos sistemas de produção, refino e transporte de petróleo
- Especialização em engenharia naval e offshore
- Especialização em comissionamento industrial